# Gabriel Avédikian
Le Père Gabriel Avédikian (né en 1751 à Constantinople et mort en 1827 à Venise) est un mékhitariste arménien de Venise.

## Biographie
Membre de l'Académie catholique de Rome, homme de vaste érudition, Gabriel Avédikian est connu pour ses ouvrages de grammaire où il fait revivre l'élégance et la pureté des auteurs classiques arméniens du Ve siècle.

## Œuvres
- Grammaire italienne-arménienne-turque, 1792.
- Annotations des prières et des quatre homélies de saint Grégoire Noregatzy, 1801 et 1827.
- Commentaire sur les Épitres de saint Paul, 3 vol., 1806.
- Explication des hymnes de l'office arménien, 1814.
- Grammaire arménienne, 1815.
- Examen critico-apologétique des manuscrits et livres ecclésiastiques arméniens, 1824.
- Traité sur Clément Galano.
- Réfutation des erreurs de quelques arméniens fanatiques.

### Traductions
- Liturgie arménienne, 1827.
- Dictionnaire arménien, 1836.
- La Cité de Dieu de saint Augustin, 2 vol., 1841.